# Cingulum militare

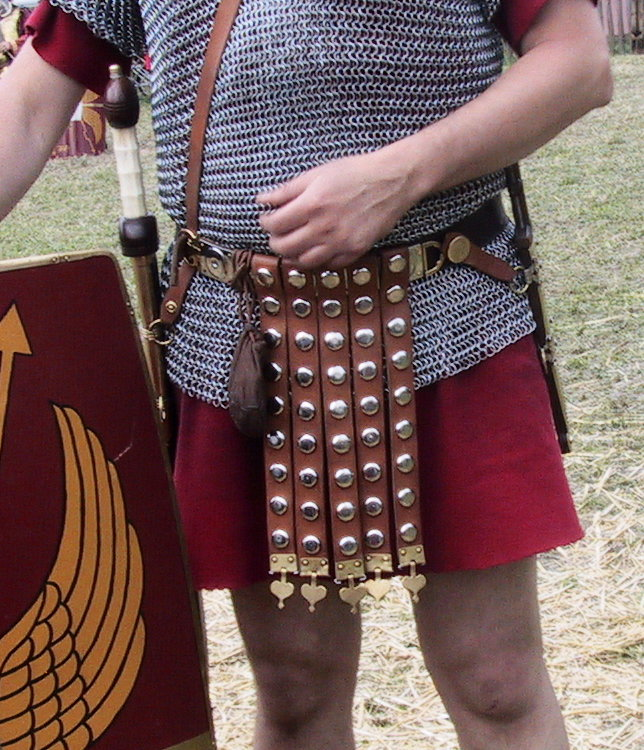
Cingulum militare — римский военный пояс. В средние века так же назывался т. н. Рыцарский пояс

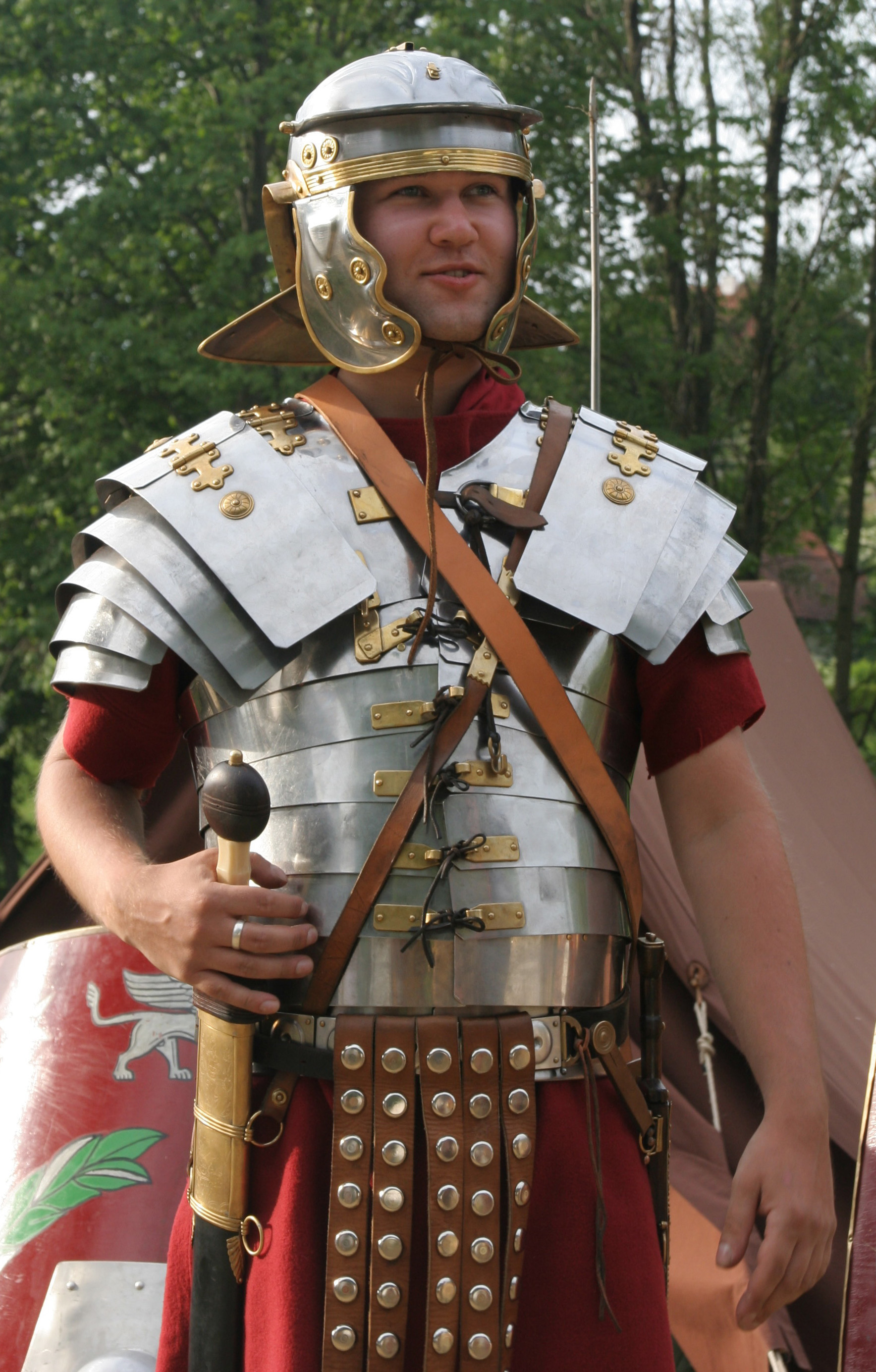
Легионер в лорике сегментате и c надетым военным поясом (cingulum) (историческая реконструкция).

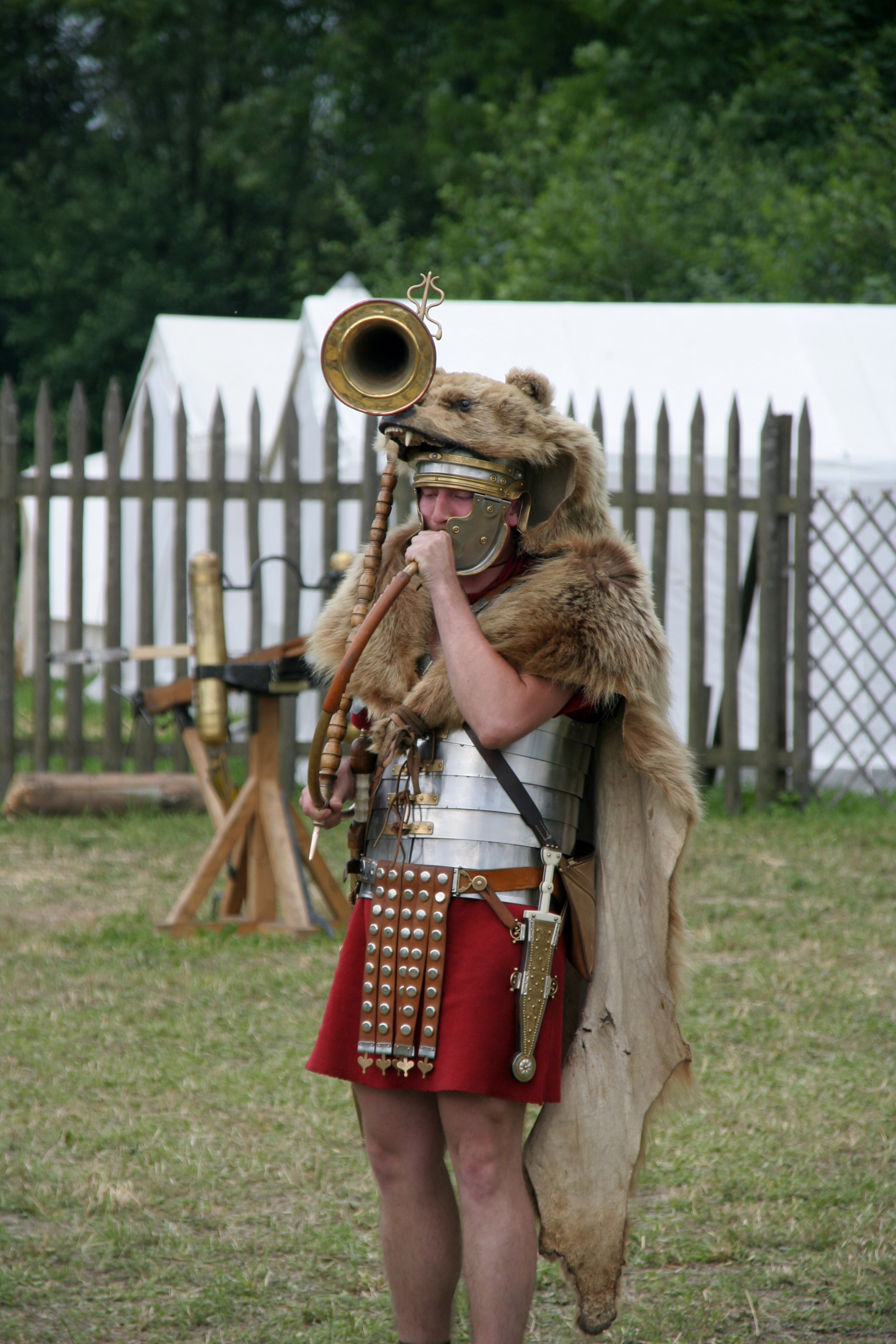
На ремне часто носился кинжал пугио

Cingulum militare — римский военный пояс, был частью древней римской военной экипировки в виде ремня, украшенного металлическими деталями, который носился как знак ранга солдатами и чиновниками. Начиная с I в. н. э. спереди на ремне появился «фартук» из 4-8 кожаных ремней, усиленных заклёпками с подвесками на концах для защиты паха. Слева крепился кинжал пугио. Многие фрагменты военных поясов были найдены в римской провинции Паннонии. Этот пояс был своего рода «удостоверением личности» солдата, когда он путешествовал без оружия и доспехов и только в тунике, плаще и сандалиях: кто носил этот пояс, был солдатом («Omnes qui militant, cincti sunt» — Мавр Сервий Гонорат). Потеря пояса считалась для солдата позором или неприемлемой провокацией со стороны третьих лиц. В качестве наказания за должностные преступления ремень отбирался и мог быть возвращён только если солдат реабилитировал себя. Бесчестное увольнение с военной службы, помимо прочих юридических последствий, означало окончательную конфискацию этого ремня.